# Siri Eftedal
Siri Eftedal   (Skien, 22 de maig de 1966), també coneguda pel nom de casada Siri Seland, és una exjugadora d'handbol noruega que va competir durant les dècades de 1980 i 1990.
El 1992 va prendre part en els Jocs Olímpics de Barcelona, on guanyà la medalla de plata en la competició d'handbol. En el seu palmarès també destaca una medalla de bronze al campionat del món d'handbol de 1993 i altra medalla de bronze al Campionat d'Europa d'handbol de 1994. Entre 1984 i 1994 jugà un total de 110 partits i marcà 258 gols amb la selecció nacional.